# Лимљани
Лимљани је насеље у општини Бар у Црној Гори, у области Црмница. Према попису из 2003. било је 133 становника (према попису из 1991. било је 155 становника).

## Демографија
У насељу Лимљани живи 116 пунолетних становника, а просечна старост становништва износи 49,3 година (47,7 код мушкараца и 51,4 код жена). У насељу има 60 домаћинстава, а просечан број чланова по домаћинству је 2,22.
Становништво у овом насељу веома је хетерогено, а у последња три пописа, примећен је пад у броју становника.
|  |

| Демографија | Демографија | Демографија |
| Година      | Становника  | Становника  |
| ----------- | ----------- | ----------- |
|             |             |             |
|             |             |             |
|             |             |             |
|             |             |             |
| 1948.       | 697         |             |
| 1953.       | 721         |             |
| 1961.       | 636         |             |
| 1971.       | 525         |             |
| 1981.       | 316         |             |
| 1991.       | 155         | 154         |
| 2003.       | 133         | 133         |
|             |             |             |

| Етнички састав према попису из 2003.‍ | Етнички састав према попису из 2003.‍ | Етнички састав према попису из 2003.‍ | Етнички састав према попису из 2003.‍ | Етнички састав према попису из 2003.‍ |
| ------------------------------------ | ------------------------------------ | ------------------------------------ | ------------------------------------ | ------------------------------------ |
|                                      |                                      |                                      |                                      |                                      |
| Црногорци                            | Црногорци                            |                                      | 81                                   | 60,90%                               |
| Срби                                 | Срби                                 |                                      | 38                                   | 28,57%                               |
| Руси                                 | Руси                                 |                                      | 1                                    | 0,75%                                |
| Бошњаци                              | Бошњаци                              |                                      | 1                                    | 0,75%                                |
| непознато                            | непознато                            |                                      | 0                                    | 0,0%                                 |

| Година пописа     | 1948. | 1953. | 1961. | 1971. | 1981. | 1991. | 2003. |
| ----------------- | ----- | ----- | ----- | ----- | ----- | ----- | ----- |
| Број домаћинстава | 179   | 186   | 178   | 142   | 100   | 69    | 60    |

| Број чланова      | 1  | 2  | 3  | 4 | 5 | 6 | 7 | 8 | 9 | 10 и више | Просек |
| ----------------- | -- | -- | -- | - | - | - | - | - | - | --------- | ------ |
| Број домаћинстава | 60 | 20 | 25 | 5 | 5 | 3 | 1 | 1 | 0 | 0         | 0      |

| Пол    | Укупно | Неожењен/Неудата | Ожењен/Удата | Удовац/Удовица | Разведен/Разведена | Непознато |
| ------ | ------ | ---------------- | ------------ | -------------- | ------------------ | --------- |
| Мушки  | 66     | 19               | 40           | 5              | 2                  | 0         |
| Женски | 51     | 6                | 34           | 11             | 0                  | 0         |
| УКУПНО | 117    | 25               | 74           | 16             | 2                  | 0         |

| Пол    | Укупно                    | Пољопривреда, лов и шумарство | Рибарство                            | Вађење руде и камена | Прерађивачка индустрија       |
| ------ | ------------------------- | ----------------------------- | ------------------------------------ | -------------------- | ----------------------------- |
| Мушки  | 28                        | 0                             | 0                                    | 0                    | 0                             |
| Женски | 7                         | 0                             | 0                                    | 0                    | 0                             |
| УКУПНО | 35                        | 0                             | 0                                    | 0                    | 0                             |
| Пол    | Производња и снабдевање   | Грађевинарство                | Трговина                             | Хотели и ресторани   | Саобраћај, складиштење и везе |
| Мушки  | 0                         | 0                             | 1                                    | 3                    | 21                            |
| Женски | 0                         | 0                             | 0                                    | 3                    | 2                             |
| УКУПНО | 0                         | 0                             | 1                                    | 6                    | 23                            |
| Пол    | Финансијско посредовање   | Некретнине                    | Државна управа и одбрана             | Образовање           | Здравствени и социјални рад   |
| Мушки  | 0                         | 0                             | 1                                    | 0                    | 0                             |
| Женски | 0                         | 1                             | 1                                    | 0                    | 0                             |
| УКУПНО | 0                         | 1                             | 2                                    | 0                    | 0                             |
| Пол    | Остале услужне активности | Приватна домаћинства          | Екстериторијалне организације и тела | Непознато            | Непознато                     |
| Мушки  | 1                         | 0                             | 0                                    | 1                    | 1                             |
| Женски | 0                         | 0                             | 0                                    | 0                    | 0                             |
| УКУПНО | 1                         | 0                             | 0                                    | 1                    | 1                             |